# Daviesia filipes
Daviesia filipes är en ärtväxtart som beskrevs av George Bentham. Daviesia filipes ingår i släktet Daviesia, och familjen ärtväxter. Inga underarter finns listade i Catalogue of Life.